# Marcelo Torcuato de Alvear
Marcelo Torcuato de Alvear (ur. 4 października 1868 w Buenos Aires, zm. 23 marca 1942 tamże) – argentyński polityk, dyplomata i strzelec sportowy, od 12 października 1922 do 12 października 1928 prezydent Argentyny.
Pochodził z wpływowej argentyńskiej rodziny. Studiował na Uniwersytecie Buenos Aires, gdzie uzyskał tytuł doktora prawodawstwa. Jako strzelec zdobył złoto i brąz podczas Mistrzostw Świata w Strzelectwie 1903, a na turnieju w 1904 roku został wicemistrzem świata. Wszystkie medale wywalczył w pistolecie dowolnym z 50 metrów.
W 1890 roku był jednym z inicjatorów utworzenia centrolewicowej partii Radykalna Unia Obywatelska (UCR – Unión Cívica Radical). Był posłem do parlamentu w latach 1912–1917. Od 1917 do 1922 roku był ambasadorem Argentyny we Francji. W tym czasie prezydentem został Hipólito Yrigoyen, jeden z liderów UCR, który w 1922 roku wyznaczył Alveara na swojego następcę. Po wygranych wyborach piastował stanowisko prezydenta do 1928 roku. Wówczas zerwał z Yrigoyenem i przeszedł do opozycji, sprzymierzając się z ugrupowaniami konserwatywnymi i oligarchią. Mimo to Yrigoyen wygrał wybory prezydenckie w 1928 roku, władzę utracił po przewrocie wojskowym w 1930 roku. Wówczas Alvear powrócił do UCR, w 1931 roku chciał ponownie wystartować w wyborach prezydenckich, ale jego kandydatura została uznana za nieważną, gdyż od zakończenia jego rządów nie minęła pełna kadencja.